# Waran Goulda
Waran Goulda (Varanus gouldii), nazywany też waranem piaskowym – gatunek gada z rodziny waranowatych (Varanidae).

## Morfologia

### Wygląd
Skóra barwy zielonkawo-szarej z jednolitymi obrączkowanymi, małymi, żółtymi plamkami na całym ciele, które najbledsze są na szyi, a znaczniejsze na ogonie. Płaska, wężowata głowa ma żółty wzór po bokach. Końcowa część ogona, która dotyka ziemi, ma kolor żółty.

### Rozmiary
Na różnych obszarach osiągają od 90 cm do 160 cm całkowitej długości ciała.
Samice osiągają przeciętnie 2/3 długości ciała i tylko 1/3 masy samców; np. w populacji podgatunku Varanus gouldii gouldii żyjącej w pobliżu miasta Jabiru na Terytorium Północnym samce osiągają długość ciała (nie licząc ogona) 67 cm i masę do 4 kg, podczas gdy samice dorastają tylko do 43 cm (nie licząc ogona) i osiągają 1/3 masy samców (u żyjącej na tym samym terytorium populacji podgatunku V. gouldii flavirufus samce i samice osiągają długość – nie licząc ogona – odpowiednio 42,5 cm i 33 cm).

## Występowanie
Występuje w prawie całej Australii, oprócz Tasmanii, większości terytorium stanu Wiktoria, większości półwyspu Jork, a także południowych wybrzeży Australii Zachodniej i wybrzeży Nowej Południowej Walii. Jako miejsce występowania gatunku podawana też była południowa Nowa Gwinea, ale dotyczy to taksonu horni, dawniej często uznawanego za podgatunek warana Goulda (Varanus gouldii horni), a obecnie traktowanego jako podgatunek Varanus panoptes (Varanus panoptes horni).

## Ekologia i zachowanie

### Biotop
Przybrzeżne lasy piaszczyste, pustynie, często wykorzystują królicze nory.

### Pokarm
Aktywny drapieżnik, a jego zdobyczą padają głównie ssaki i gady, rzadziej ptaki, płazy, gadzie jaja, owady i skorupiaki. Część z tego to zwierzęta zabite na drogach. Najwięcej wody do życia czerpią ze swoich ofiar. Zdarza im się kanibalizm. Nie gardzą też padliną.

### Behawior
Gatunek dzienny. Dla ochrony przed drapieżnikami i warunkami pogodowymi chronią się w norach. Podczas polowania trzymają pysk blisko ziemi wysuwając swój długi, rozwidlony język przenoszący zapachy do narządu Jacobsona. Dzięki temu mogą szybko zlokalizować ukrytą zdobycz, nawet jeżeli jest ukryta pod ziemią. Wtedy używają ostrych pazurów, by się do niej dostać.

### Rozmnażanie
Okres godowy przypada w porze deszczowej. Samica wyszukuje kopiec termitów, w którym kopie jamę 50 do 60 cm głęboką i siedząc na szczycie kopca składa od 10 do 17 jaj. Następnie zasypuje jamę, a termity zabudowują uszkodzone miejsce. Jest to doskonałe miejsce dla rozwoju jaj, gdyż termity regulują temperaturę i wilgotność.